# Oedalea hybotina
Oedalea hybotina är en tvåvingeart som först beskrevs av Fallen 1816.  Oedalea hybotina ingår i släktet Oedalea och familjen puckeldansflugor. Arten är reproducerande i Sverige. Inga underarter finns listade i Catalogue of Life.